# Шаврин, Олег Иванович
Олег Иванович Шаврин (4 января 1936 — 17 марта 2021) — советский и российский учёный, заведующий кафедрой «Производство машин и механизмов» ИжГТУ, доктор технических наук, профессор, академик Академии технологических наук России.

## Биография
Родился в д. Сентег Завьяловского района Удмуртской АССР. В 1954 окончил с серебряной медалью среднюю школу № 22 в Ижевске. В Ижевский механический институт перевёлся в 1957 г. из Высшего военно-морского инженерного училища им. Ф. Э. Дзержинского (Ленинград). После окончания машиностроительного факультета ИМИ в 1960 г. его оставляют работать на кафедре «Производство машин и механизмов». Включившись в научные исследования, Олег Иванович самостоятельно выходит на новейшее в материаловедении научное направление «Термомеханическая обработка сталей и сплавов». В 1967 г. он успешно защищает в МВТУ им. Баумана кандидатскую диссертацию по данному направлению, что послужило началом формирования им научной школы «Повышение надёжности и долговечности деталей машин, работающих в сложных условиях нагружения».
В 1972 г. доцента О. И. Шаврина избирают заведующим кафедрой «Производство машин и механизмов», которой он руководит до сих пор. Опыт в области руководства научно-исследовательской деятельностью кафедры позволил ему успешно организовывать научно-исследовательскую работу института после назначения его в 1975 г. на должность проректора по научной работе.
В 1978 г. в МВТУ им. Баумана Олег Иванович успешно защитил докторскую диссертацию, а в 1980 г. ему было присвоено учёное звание профессора, что привело к окончательному формированию научной школы «Теория управления эксплуатационной надёжностью и долговечностью деталей машин технологическими методами», которой он активно руководит в настоящее время.
В 1983 г. профессор О. И. Шаврин назначается на должность ректора Ижевского механического института, которым он руководил до 1988 г.
Более 60 его учеников защитили кандидатские и 15 — докторские диссертации. Олегом Ивановичем и его учениками опубликовано более 500 научных работ, в том числе 9 монографий, получено более 100 авторских свидетельств и патентов, а за монографию «Валки многовалковых станов» О. И. Шаврину присуждена премия Министерства высшего и среднего специального образования СССР.
Теоретические исследования научной школы профессора О. И. Шаврина всегда были тесно связаны с нуждами промышленности, а разрабатываемые технологии и созданное оборудование всегда находились на передовых рубежах науки, а многие из них были созданы впервые в мире, как и организованные для их реализации производства. Работы научной школы, возглавляемой профессором О. И. Шавриным, не раз экспонировались на ВДНХ СССР и награждены пятью медалями и двумя почётными дипломами.
В 1992 г. О. И. Шаврин избирается действительным членом Академии технологических наук Российской Федерации и президентом Удмуртского регионального научного центра Академии, в 2008 году — действительным членом Академии военных наук Российской Федерации.
Проработав 47 лет в ИжГТУ, О. И. Шаврин принял участие в подготовке более 3 тысяч инженеров-оружейников, многие из которых стали ведущими специалистами, руководителями крупных промышленных предприятий.
Награждён: четырьмя медалями и двумя Дипломами ВДНХ СССР; Почётной грамотой Государственного Совета Удмуртской Республики; Почётной грамотой Правительства Удмуртской Республики; знаком «Почётный работник высшего профессионального образования Российской Федерации»; Почётной грамотой Министерства образования Российской Федерации; Медалью «За достижения в науке и технике» им. Воронова; знаком «Почётный работник науки и техники Российской Федерации», Медалью «Инженерная слава» Российской инженерной академии; знаком «Конструктор стрелкового оружия М. Т. Калашников» Министерства промышленности и энергетики Российской Федерации"; Серебряным знаком «Союза Российских оружейников»; Медалью Ордена «За заслуги перед Отечеством» 2 степени.

## Звания
Ему присвоены почётные звания: «Заслуженный деятель науки Удмуртской АССР», «Заслуженный деятель науки и техники Российской Федерации», «Человек года Удмуртской Республики», «Почётный оружейник». Является дважды Лауреатом Государственной премии Удмуртской Республики в области науки и технологий и дважды Лауреатом премии Правительства Удмуртской Республики и Союза НИОО УР имени М. Т. Калашникова. Звание «Почётный гражданин города Ижевска» присвоено в 2016 году.